# أي تاكانو
أي تاكانو (باليابانية: アイ高野؛ بالكانا: アイ たかの) هو طبال ومغني ياباني، ولد في 12 يناير 1951 في طوكيو في اليابان، وتوفي في 2006 بسبب مرض قلبي وعائي.

## وصلات خارجية
- الموقع الرسمي
- أي تاكانو على موقع ميوزك برينز (الإنجليزية)
- أي تاكانو على موقع أول ميوزيك (الإنجليزية)
- أي تاكانو على موقع ديسكوغز (الإنجليزية)